# Thomas Hobbes
Thomas Hobbes (5. dubna 1588, Malmesbury, hrabství Wiltshire, Anglie – 4. prosince 1679, zámek Hardwick Hall, hrabství Derbyshire) byl anglický filozof, který nejvíce proslul pracemi týkajícími se politické filozofie.
Jeho kniha Leviathan (1651) dala základ pro většinu západní politické filozofie z hlediska teorie společenské smlouvy. Hobbes byl zastáncem absolutismu, ale také vyvinul některé ze základů evropského liberálního myšlení, právo jednotlivce, přirozená rovnost všech lidí, názor, že všechny legitimní politické moci musí mít „zástupce“ na základě souhlasu společnosti, liberální výklad práva, který ponechává lidem volnost a umožňuje jim dělat to, co není zákonem vyloženě zakázáno. Hobbes také přispěl k rozmanitému spektru oborů, včetně historie, geometrie, fyziky, teologie, etiky, překladatelství, obecné filozofie a filozofie politických věd. Jeho popis lidské přirozenosti je dodnes trvalou teorií v oblasti filozofické antropologie. Stal se jedním z klíčových zakladatelů materialismu ve filozofii.

## Život
O Hobbesově dětství mnoho nevíme. Jméno matky je neznámé, otec se jmenoval Thomas a byl farářem. Hobbes byl vzděláván od čtyř let ve Westport, nato přešel na školu Malmesbury a poté ho vzdělával soukromý učitel Robert Latimer. Byl dobrým žákem.
Když mu bylo patnáct let, vstoupil na Oxfordskou univerzitu. Základem univerzitního vzdělání bylo tehdy studium textů „Pisma svatého“ a spisů starověkých filozofů, zejména Aristotela, který byly vykládány ve středověkém scholastickém duchu. Skončil univerzitní studia s hodností bakaláře.
V roce 1608 se stal sám soukromým učitelem syna Williama Cavendishe. S rodinou Cavendishových ho poté spojovalo silné pouto po mnoho let.
V roce 1610 Hobbes představil své vědecké a kritické metody týkající se scholastiky. V té době se věnoval také podrobnému studiu klasických (řeckých a latinských) autorů. Výsledkem jeho práce byl velký překlad Thukydida (Dějiny peloponéské války): šlo o první překlad tohoto díla z řečtiny do angličtiny a vyšel roku 1628.
Jeho zaměstnavatel W. Cavendish zemřel na mor v roce 1628. Ovdovělá hraběnka brzy poté Hobbse propustila. Ten si však záhy našel novou práci, opět jako učitel. Tentokrát byl jeho žákem syn sira Gervase Cliftona. O tři roky později se vrátil k rodině Cavendishových, kde vyučoval syna svého předchozího žáka. V průběhu dalších sedmi let dále vyučoval a rozšiřoval vlastní znalosti filosofie. V roce 1636 navštívil poprvé Florencii, později se z něj stal pravidelný člen filosofických debat v Paříži. Od roku 1637 je považován za filosofa a učence. V roce 1640 napsal spis Základy politického a přirozeného práva. Kniha nebyla vydána tiskem, ale kolovala mezi jeho známými jako rukopis a na veřejnost se dostala o deset let později.
V roce 1642 vypukla anglická občanská válka. Tato událost v Hobbesovi znovu probudila zájem o politickou filosofii; v téže době napsal spis De Cive (O Občanu), který se rychle rozšířil. V roce 1647 pracoval Hobbes jako matematický instruktor mladého prince Charlese z Walesu. Tento závazek trval více než rok. Jako bezprostřední reakci na válku napsal své největší dílo Leviathan.
Vědecká a spisovatelská činnost měla velký vliv na Hobbesův soukromý život; během krátké doby se stal vyhledávaným i nenáviděným filosofem. Sekularistický duch jeho knihy pobouřil jak anglikány, tak francouzské katolíky. Nakonec získal povolení vrátit se do Anglie, konkrétně do Londýna. Dožil pod ochranou hraběte Cavendishe. Jeho posledními pracemi jsou autobiografie psaná ve verších (1672) a překlad čtyř knih Odyssey (z latiny do angličtiny). Kompletní překlad Illiady a Odyssey vydal v roce 1675. V prosinci 1679 zemřel ve věku devadesáti jedna let. Je pohřben na hřbitově Aulta Hucknall v Derbyshire v Anglii.

## Myšlení
Jeho nejdůležitější díla jsou: Základy přirozeného a politického práva – jejich první část tvoří slavné pojednání O lidské přirozenosti, Elementy filosofie, sestávající z části O občanu, O tělese a O člověku. O svobodě a nutnosti a Leviathan.
Hobbes není jenom filosofem teorie státu. Zabýval se také naukou o metodě, teorií poznání a dalšími obory. Politická filosofie ho však charakterizuje nejvíce. Je jedním z teoretiků tzv. společenské smlouvy. Nauka o státě je jádrem jeho filosofie a také tou částí, která měla největší vliv. Jeho filosofii státu pochopíme jen tehdy, vezmeme-li v úvahu revoluční převraty, kterých byl Hobbes svědkem zčásti v Anglii, zčásti v pařížském exilu a které vyústily v určitou revoluční ochablost a touhu po neotřesitelné autoritě státu, jak ji Hobbes ve svém díle hájí.
Hobbes odstraňuje z etické a politické filosofie poslední teologická hlediska a ohledy. Opírá se pouze o zkušenost, zná velmi dobře Galileův mechanistický a matematický výklad přírody a jako první se pokouší použít metodu v nauce o dějinách a společnosti. Je materialistou a ostře odmítá svobodu vůle. Hobbes stojí mimo renesanci, neboť je teoretikem státního absolutismu, který určoval politickou tvář Evropy až do 18. století.
U Hobbese se ukazuje, jak po rozkladu středověkého nazírání, v němž byl jednotlivec i stát začleněn do jediného božského řádu spásy, je nyní jedinec i stát osvobozen. Uvést nároky obou v soulad bude úlohou, kterou nyní musí zvládnout politické dějiny a veškeré novověké myšlení. Hobbes se staví zcela na stranu státu. Nemůže anebo nechce vidět, že mravnost a právo stanovené státem rozhodně nejsou identické, nýbrž že se mohou rozcházet.
Staví se proti scholastice a jí modifikovanému aristotelismu a v mnoha ohledech také proti svému současníku Descartovi. Podobně jako jeho předchůdce Francis Bacon chová nedůvěru k zavedeným metafyzickým systémům vykládaným na univerzitách. Je považován za předchůdce moderního filosofického naturalismu.

### Metoda, věda a kosmologie
Obdivoval striktní metodologii matematiky a fyziky, kterou v jeho době úspěšně aplikoval Galileo Galilei a Pierre Gassendi (s nimiž se Hobbes osobně znal); jeho záměrem bylo učinit tuto metodu základem univerzální vědy, kam by náležela i etika a nauka o státu, které by tak bylo možno uspořádat „geometrickou metodou“ a formulovat v nich nutně platné výpovědi.
Protože vědecké poznání je pro Hobbese výhradně jazykové, obrátil se ke zkoumání jazyka. Zde zastává nominalistickou pozici: obecniny existují pouze jako jména; „strom“ neoznačuje žádný obecný strom, nýbrž je jménem pro jednotlivé stromy. Jména se určují nominální definicí, která má být jednoznačná, aby věty o věcech nebyly zavádějící. Jelikož definice vznikají konvenčně, lidským ustanovením, Hobbes zavádí konvencionalistické pojetí pravdy: pravdivá věta je taková, kde subjekt a predikát odkazují k téže (člověkem definované) věci.
Filosofie je chápána podle matematického ideálu jako „počítání s pojmy“: sylogismus je například součet tří pojmů. Úkolem filosofie je vyhledávat obecné důvody nějaké skutečnosti, které lze vposled vždy převést na pohyb. Jelikož vše jsoucí je podle Hobbese materiální, podléhá vše mechanickým zákonům pohybu částic, a to včetně člověka a jeho jednání. Proto bývá Hobbesova nauka někdy označována jako „monismus pohybu“, neboť pohyb je zde vedoucím, universálním principem. Mechanicky vznikají také představy vědomí (phantasmata), za paměť a vědomí vděčíme zákonu setrvačnosti; Hobbesovi ovšem činí problémy vysvětlit, jakým způsobem vědomí ví o materiálních objektech.
Bůh je v jeho systému předmětem racionální teologie. Můžeme o něm vypovídat pouze to, že je příčinou světa (těles a jejich přirozeností, popř. přirozeného práva) a poznáváme jej z kauzálního působení; jeho podstatu však poznat nemůžeme a jeho uctívání je pouze věcí dohody. Pro tyto názory byl Hobbes obviňován z ateismu.

### Etika a politická filosofie

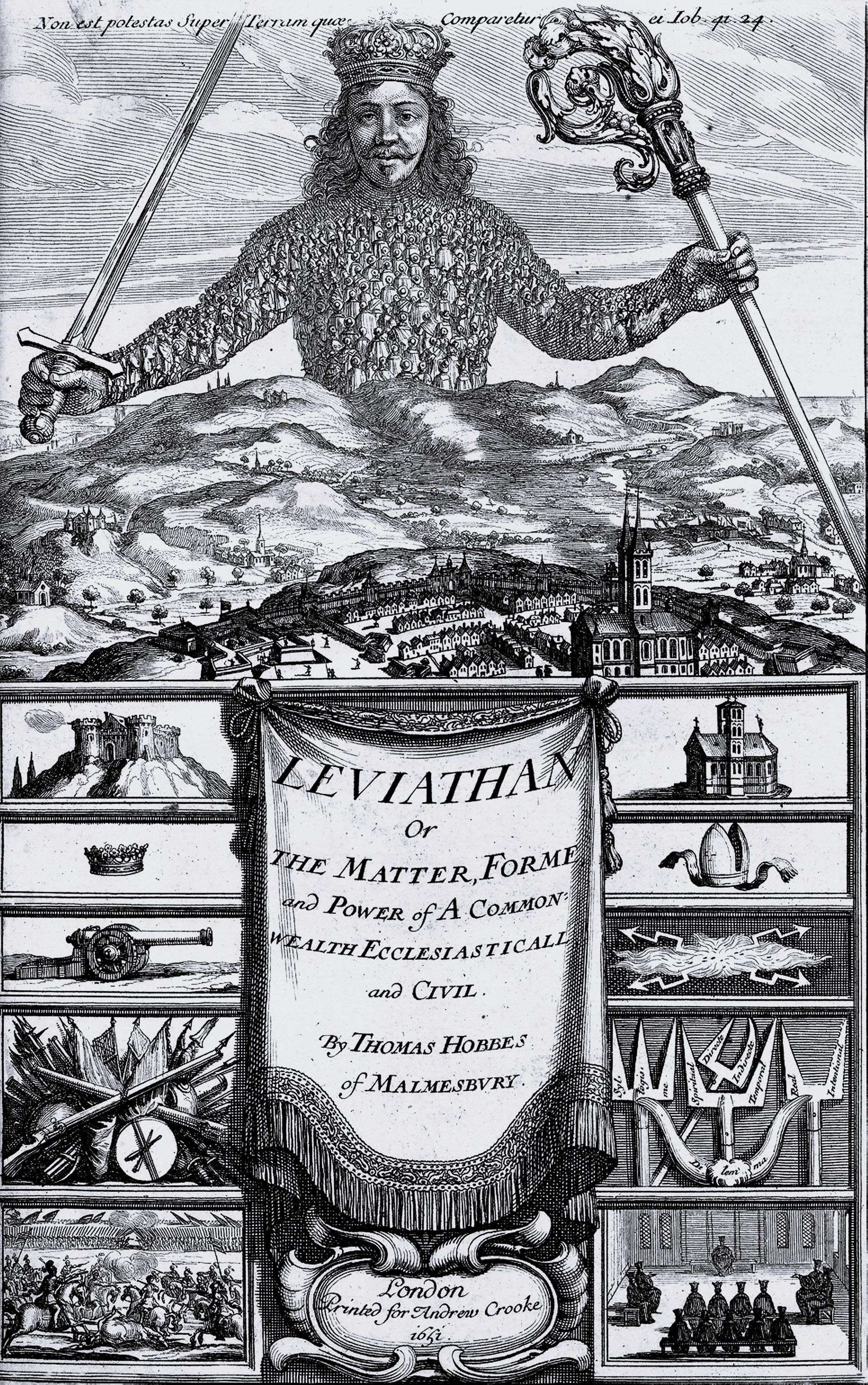
Titulní list Leviathana (1651)

Také člověk je materiálním jsoucnem a podléhá zákonům pohybu: Hobbes pojímá také vůli deterministicky jako mechanikou reakci na podráždění zvnějšku. Tímto způsobem vznikly i hodnoty: to, co přivádí slast, je uznáno jako hodnota, zápornou hodnotou je to, co způsobuje strast. Největší strastí je smrt, nejvyšší hodnotou pak sebezáchova, které člověk podřizuje své jednání. Postupuje zde zcela empiricky — pouze popisuje, co lidé hodnotí kladně či záporně — a rezignuje tak na normativní etiku, tj. hledání toho, co býti má.
Také státověda je u něj součástí fyziky, která pouze vysvětluje vznik existujících právních norem. Vznik státu je tak vylíčen nezávisle na náboženství, bez Boha coby zákonodárce. V Leviathanu je popisován „přirozený stav“ před vznikem státu (a tedy vyhlášením pozitivního práva) jakožto neblahá válka všech proti všem (bellum omnium contra omnes), kde je člověk člověku vlkem (homo homini lupus), neboť člověk je podle Hobbesova přesvědčení egoista, který touží pouze po svém zachování a k ostatním chová nedůvěru a chce je ovládnout. Nedůvěra povstává z relativní rovnosti mezi lidmi: má-li více lidí podobnou naději na dosažení cíle, vzniká tak rivalita. V takovém stavu je život člověka „ošklivý, zvířecí a krátký“ (nasty, brutish and short).
Proto se člověk na základě racionálního kalkulu svého přirozeného práva vzdává a uzavírá (hypotetickou) společenskou smlouvu všech se všemi, neboť tak zvýší své pohodlí a šanci na přežití. Tím vzniká stát, „politické těleso“, které funguje podle fyzikálních zákonitostí. Hobbes je právní pozitivista; závazné právní normy jsou vždy normami stanovenými všeobecně uznávanou autoritou, která je s to vymáhat jeho dodržování a udílet sankce. Tato autorita, suverén, musí mít absolutní moc, neboť podle Hobbese jakýmkoli dělením moci vzniká „stát ve státě“ a tedy možnost občanské války (Hobbes sám občanskou válku zažil a jeho politická filosofie byla patrně motivována snahou zabránit jejímu opakování). Suverénní vládce (nejlépe monarcha) tedy koná, jako by měl bezvýhradný souhlas lidu. Hobbes tak útočí také na moc církve, která se podle něj musí přizpůsobit státu, stejně jako na ty anglické univerzity, které církev hájily.

### Působení
Nejostřeji byly Hobbesovy názory odmítány náboženskými mysliteli. Dle katolického filozofa Josefa Kratochvila „Hobbes rozvinul do posledních důsledků empirismus Baconův a vytvořil z něho soustavu čirého materialismu a sensualismu. ... Nauka Hobbesova je tedy materialismus, v logice skepticismus, v etice egoismus a v politice despotismus nejhrubšího zrna." Katolická církev zařadila veškeré Hobbesovy spisy (opera omnia) na Index zakázaných knih.
Ve své době se o kontroverzních Hobbesových názorech, v rámci novověké filosofie, poměrně často diskutovalo. G. W. Leibniz kritizoval jeho nominalismus, rozvíjel však pojetí rozumu jako počítání s pojmy. Navazují na něj také empirici John Locke a David Hume, jakož i doboví ekonomové, např. sir William Petty. V osvícenství z něj čerpaly teorie prosazující absolutismus. Hobbes však přispěl také k etablování novověké vědy, která si nekladla otázky po smyslu, nýbrž považovala i člověka za jedno z přírodních jsoucen.

## Dílo
- 1629. Překlad Thúkydidových Dějin peloponéské války
- 1640. The Elements of Law, Natural and Politic
- 1651–8. Elementa philosophica
  - 1642. De Cive — „O občanu“ (latinsky)
  - 1651. Philosophicall Rudiments concerning Government and Society (anglická verze spisu De Cive; není však prokázáno, že pochází od Hobbese).
  - 1651. Neautorizované vydání The Elements of Law, Natural and Politic, rozdělené na dvě části:
    - Human Nature, or the Fundamental Elements of Policie
    - De Corpore Politico

  - 1655. De Corpore — „O tělese“ (latinsky)
  - 1656. De Corpore (anglický překlad)
  - 1658. De Homine — „O člověku“ (latinsky)
- 1651. Leviathan neboli O podstatě, zřízení a moci státu církevního a občanského. Online (en).
- 1656. The Questions concerning Liberty, Necessity and Chance
- 1668. Latinský překlad Leviathanu
- 1675. Anglický překlad Homérovy Illiady a Odysseje
- 1681. [Posmrtně] Behemoth, aneb Dlouhý parlament (napsáno 1678)

### České překlady
- HOBBES, Thomas et al. Leviathan, aneb, Látka, forma a moc státu církevního a politického. Vyd. 1. Praha: OIKOYMENH, 2009. 513 s. Knihovna novověké tradice a současnosti; sv. 47. ISBN 978-80-7298-106-9.
- HOBBES, Thomas. Výbor z díla. Vyd. 1. Praha: Svoboda, 1988. 229 s.
- HOBBES, Thomas. Výbor z díla: O občanu. 1. vyd. Praha: Svoboda, 1989. 228 s.